# Foral

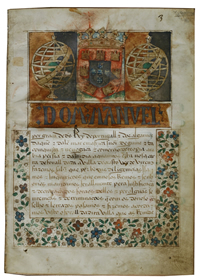
Foral Manuelino ("Foral Novo") de Castro Verde, Portugal

Uma carta de foral, ou simplesmente foral (do português "foro"; do latim "forum"), era um documento real utilizado em Portugal, que visava estabelecer um concelho e regular a sua administração, deveres e privilégios. 

## História
Os forais foram concedidos entre o século XII e o XV, com algumas exceções como é o caso do foral de Oeiras (século XVIII) ou o foral de São João da Pesqueira (século XI, mais exactamente 1055, o primeiro foral em Portugal). Eram a base do estabelecimento do município e, desse modo, o evento mais importante da história da vila ou da cidade. Era determinante para assegurar as condições de fixação e prosperidade da comunidade, assim como no aumento da sua área cultivada, pela concessão de maiores liberdades e privilégios aos seus habitantes.
O foral tornava um concelho livre do controle feudal, transferindo o poder para um "concelho de vizinhos", com a sua própria autonomia municipal. Por conseguinte, a população ficava direta e exclusivamente sob o domínio e jurisdição da Coroa, excluindo o senhor feudal da hierarquia do poder.
O foral garantia terras públicas para o uso coletivo da comunidade, regulava impostos, portagens e multas e estabelecia direitos de proteção e deveres militares dentro do serviço real.
Um pelourinho estava diretamente associada à existência de um foral. Era erguido na praça principal da vila ou cidade quando o foral era concedido e simboliza o poder e autoridade municipais, uma vez que era junto ao pelourinho que se executavam sentenças judiciais de crimes públicos que consistissem em castigos físicos.
Os forais entraram em decadência no século XV, tendo sido exigida pelos procuradores dos concelhos a sua reforma, o que viria a acontecer no reinado de Manuel I de Portugal. Foram extintos por Mouzinho da Silveira em 1832.

## Forais manuelinos
Com o objetivo de sistematizar a governação local ao nível administrativo, D. Manuel nomeou uma comissão que, durante duas décadas, procedeu à recolha de toda a documentação existente — privilégios e antigos forais — e reformulou-a segundo uma certa sistematização, o que fez com que os chamados "Forais Novos" fossem quase idênticos, assegurando uma certa unificação. São também conhecidos como de "leitura nova", uma vez que o monarca instituiu um novo tipo de letra caligráfica — o gótico librário, mais inteligível.
Em seu reinado foram reformulados 596 forais, reunidos nos "Livros dos Forais Novos". A reforma prolongou-se entre 1495 e 1520, abrangendo cerca de 570 concelhos.
Iconograficamente, o tipo principal caracteriza-se por apresentar, no frontispício, na parte superior, as armas reais ao centro (sempre com nove castelos), ladeado pelas esferas armilares e uma faixa horizontal com o nome do rei (MANVEL), tendo a particularidade de a letra "D" ser formada por uma serpente alada com cabeça de dragão.

## No Brasil
Quando da implantação do regime de capitanias hereditárias na história do Brasil, a carta de foral regulava os direitos e deveres que o Capitão-donatário passava a ter em virtude da Carta de Doação recebida.
Entre estes, visando a adequada exploração das terras, relacionam-se:
- Criar vilas e distribuir terras a quem desejasse cultivá-las;
- Exercer autoridade no campo judicial e administrativo;
- Catequizar ou escravizar os indígenas arredios para o trabalho na lavoura;
- Receber a vigésima parte dos lucros sobre o comércio do pau-brasil;
- Entregar 10% do lucro sobre os produtos da terra à Coroa;
- Entregar 20% dos metais preciosos encontrados à Coroa;
- Observar o monopólio régio do pau-brasil.

O foral da Capitania de Pernambuco serviu de modelo aos forais das demais capitanias do Brasil.